# Armenteros
Armenteros é um município da Espanha na província de Salamanca, comunidade autónoma de Castela e Leão, de área 38,93 km² com população de 574 habitantes (2006) e densidade populacional de 14,74 hab./km².

## Demografia
| Variação demográfica do município entre 1991 e 2004 | Variação demográfica do município entre 1991 e 2004 | Variação demográfica do município entre 1991 e 2004 | Variação demográfica do município entre 1991 e 2004 |
| --------------------------------------------------- | --------------------------------------------------- | --------------------------------------------------- | --------------------------------------------------- |
| 1991                                                | 1996                                                | 2001                                                | 2004                                                |
| 380                                                 | 346                                                 | 313                                                 | 309                                                 |